# Список астероїдів (24801—24900)
| Назва                                     | Тимчасове позначення | Дата відкриття    | Місце відкриття             | Відкривач                       |
| ----------------------------------------- | -------------------- | ----------------- | --------------------------- | ------------------------------- |
| (24801) 1994 PQ15                         | 1994 PQ15            | 10 серпня 1994    | Обсерваторія Ла-Сілья       | Ерік Вальтер Ельст              |
| (24802) 1994 PC16                         | 1994 PC16            | 10 серпня 1994    | Обсерваторія Ла-Сілья       | Ерік Вальтер Ельст              |
| (24803) 1994 PP18                         | 1994 PP18            | 12 серпня 1994    | Обсерваторія Ла-Сілья       | Ерік Вальтер Ельст              |
| (24804) 1994 PS31                         | 1994 PS31            | 12 серпня 1994    | Обсерваторія Ла-Сілья       | Ерік Вальтер Ельст              |
| (24805) 1994 RL1                          | 1994 RL1             | 4 вересня 1994    | Обсерваторія Оїдзумі        | Такао Кобаяші                   |
| (24806) 1994 RH9                          | 1994 RH9             | 12 вересня 1994   | Обсерваторія Кітт-Пік       | Spacewatch                      |
| (24807) 1994 SS8                          | 1994 SS8             | 28 вересня 1994   | Обсерваторія Кітт-Пік       | Spacewatch                      |
| (24808) 1994 TN1                          | 1994 TN1             | 2 жовтня 1994     | Обсерваторія Кітамі         | Кін Ендате, Кадзуро Ватанабе    |
| (24809) 1994 TW3                          | 1994 TW3             | 8 жовтня 1994     | Паломарська обсерваторія    | Е. Гелін                        |
| (24810) 1994 UE8                          | 1994 UE8             | 28 жовтня 1994    | Обсерваторія Кітт-Пік       | Spacewatch                      |
| (24811) 1994 VB                           | 1994 VB              | 1 листопада 1994  | Обсерваторія Оїдзумі        | Такао Кобаяші                   |
| (24812) 1994 VH                           | 1994 VH              | 1 листопада 1994  | Обсерваторія Оїдзумі        | Такао Кобаяші                   |
| (24813) 1994 VL1                          | 1994 VL1             | 4 листопада 1994  | Обсерваторія Оїдзумі        | Такао Кобаяші                   |
| (24814) 1994 VW1                          | 1994 VW1             | 10 листопада 1994 | Обсерваторія Сайдинг-Спрінг | Ґордон Ґаррард                  |
| (24815) 1994 VQ6                          | 1994 VQ6             | 7 листопада 1994  | Обсерваторія Кушіро         | Сейджі Уеда, Хіроші Канеда      |
| (24816) 1994 VU6                          | 1994 VU6             | 1 листопада 1994  | Обсерваторія Кітамі         | Кін Ендате, Кадзуро Ватанабе    |
| (24817) 1994 WJ                           | 1994 WJ              | 25 листопада 1994 | Обсерваторія Оїдзумі        | Такао Кобаяші                   |
| 24818 Менікеллі (Menichelli)              | 1994 WX              | 23 листопада 1994 | Обсерваторія Пістоїєзе      | Лучано Тезі, Андреа Боаттіні    |
| (24819) 1994 XY4                          | 1994 XY4             | 6 грудня 1994     | Обсерваторія Сайдинг-Спрінг | Роберт Макнот                   |
| (24820) 1994 YK1                          | 1994 YK1             | 31 грудня 1994    | Обсерваторія Оїдзумі        | Такао Кобаяші                   |
| (24821) 1995 BJ11                         | 1995 BJ11            | 29 січня 1995     | Обсерваторія Кітт-Пік       | Spacewatch                      |
| (24822) 1995 BW11                         | 1995 BW11            | 29 січня 1995     | Обсерваторія Кітт-Пік       | Spacewatch                      |
| (24823) 1995 DC10                         | 1995 DC10            | 25 лютого 1995    | Обсерваторія Кітт-Пік       | Spacewatch                      |
| (24824) 1995 GL7                          | 1995 GL7             | 4 квітня 1995     | Станція Сінлун              | SCAP                            |
| (24825) 1995 QB2                          | 1995 QB2             | 21 серпня 1995    | Обсерваторія Кітамі         | Кін Ендате, Кадзуро Ватанабе    |
| 24826 Pascoli                             | 1995 QN2             | 22 серпня 1995    | Коллеверде ді Ґвідонія      | Вінченцо Касуллі                |
| 24827 Maryphil                            | 1995 RA              | 2 вересня 1995    | Огляд Каталіна              | Тімоті Спар                     |
| (24828) 1995 SE1                          | 1995 SE1             | 20 вересня 1995   | Чорч Стреттон               | Стівен Лорі                     |
| (24829) 1995 SH1                          | 1995 SH1             | 22 вересня 1995   | Обсерваторія Ондржейов      | Ленка Коткова                   |
| (24830) 1995 ST3                          | 1995 ST3             | 20 вересня 1995   | Обсерваторія Кітамі         | Кін Ендате, Кадзуро Ватанабе    |
| (24831) 1995 SX4                          | 1995 SX4             | 21 вересня 1995   | Обсерваторія Кушіро         | Сейджі Уеда, Хіроші Канеда      |
| (24832) 1995 SU5                          | 1995 SU5             | 25 вересня 1995   | Станція Сінлун              | SCAP                            |
| (24833) 1995 SM21                         | 1995 SM21            | 19 вересня 1995   | Обсерваторія Кітт-Пік       | Spacewatch                      |
| (24834) 1995 SY30                         | 1995 SY30            | 20 вересня 1995   | Обсерваторія Кітт-Пік       | Spacewatch                      |
| (24835) 1995 SM55                         | 1995 SM55            | 19 вересня 1995   | Обсерваторія Кітт-Пік       | Нікол Данзл                     |
| (24836) 1995 TO1                          | 1995 TO1             | 14 жовтня 1995    | Станція Сінлун              | SCAP                            |
| 24837 Мшецке Жерновиці (Msecke Zehrovice) | 1995 UQ1             | 22 жовтня 1995    | Обсерваторія Клеть          | Мілош Тіхі                      |
| 24838 Абілунон (Abilunon)                 | 1995 UJ2             | 23 жовтня 1995    | Обсерваторія Клеть          | Мілош Тіхі                      |
| (24839) 1995 UE4                          | 1995 UE4             | 20 жовтня 1995    | Обсерваторія Оїдзумі        | Такао Кобаяші                   |
| (24840) 1995 UN8                          | 1995 UN8             | 27 жовтня 1995    | Обсерваторія Оїдзумі        | Такао Кобаяші                   |
| (24841) 1995 UY8                          | 1995 UY8             | 30 жовтня 1995    | Обсерваторія Кітамі         | Кін Ендате, Кадзуро Ватанабе    |
| (24842) 1995 UQ46                         | 1995 UQ46            | 20 жовтня 1995    | Коссоль                     | Ерік Вальтер Ельст              |
| (24843) 1995 VZ                           | 1995 VZ              | 15 листопада 1995 | Обсерваторія Оїдзумі        | Такао Кобаяші                   |
| (24844) 1995 VM1                          | 1995 VM1             | 15 листопада 1995 | Обсерваторія Кітамі         | Кін Ендате, Кадзуро Ватанабе    |
| (24845) 1995 VP17                         | 1995 VP17            | 15 листопада 1995 | Обсерваторія Кітт-Пік       | Spacewatch                      |
| (24846) 1995 WM                           | 1995 WM              | 16 листопада 1995 | Обсерваторія Оїдзумі        | Такао Кобаяші                   |
| 24847 Полесні (Polesny)                   | 1995 WE6             | 26 листопада 1995 | Обсерваторія Клеть          | Обсерваторія Клеть              |
| (24848) 1995 WO41                         | 1995 WO41            | 28 листопада 1995 | Обсерваторія Кітт-Пік       | Spacewatch                      |
| (24849) 1995 WQ41                         | 1995 WQ41            | 16 листопада 1995 | Обсерваторія Кушіро         | Сейджі Уеда, Хіроші Канеда      |
| (24850) 1995 XA                           | 1995 XA              | 1 грудня 1995     | Фарра-д'Ізонцо              | Фарра-д'Ізонцо                  |
| (24851) 1995 XE                           | 1995 XE              | 2 грудня 1995     | Обсерваторія Оїдзумі        | Такао Кобаяші                   |
| (24852) 1995 XX4                          | 1995 XX4             | 14 грудня 1995    | Обсерваторія Кітт-Пік       | Spacewatch                      |
| (24853) 1995 YJ                           | 1995 YJ              | 17 грудня 1995    | Обсерваторія Оїдзумі        | Такао Кобаяші                   |
| (24854) 1995 YU                           | 1995 YU              | 19 грудня 1995    | Обсерваторія Оїдзумі        | Такао Кобаяші                   |
| (24855) 1995 YM4                          | 1995 YM4             | 22 грудня 1995    | Обсерваторія Наті-Кацуура   | Йошісада Шімідзу, Такеші Урата  |
| 24856 Messidoro                           | 1996 AA4             | 15 січня 1996     | Обсерваторія Азіаґо         | Маура Томбеллі, Клаудіо Касаччі |
| (24857) 1996 AH4                          | 1996 AH4             | 15 січня 1996     | Обсерваторія Азіаґо         | Уліссе Мунарі, Маура Томбеллі   |
| 24858 Дітельм (Diethelm)                  | 1996 BB1             | 21 січня 1996     | Обсерваторія Ондржейов      | Марек Волф, Петр Правец         |
| (24859) 1996 BP11                         | 1996 BP11            | 24 січня 1996     | Обсерваторія Кітт-Пік       | Spacewatch                      |
| (24860) 1996 CK1                          | 1996 CK1             | 11 лютого 1996    | Обсерваторія Оїдзумі        | Такао Кобаяші                   |
| (24861) 1996 DE1                          | 1996 DE1             | 22 лютого 1996    | Сормано                     | А. Теста, П. Ґецці              |
| 24862 Hromec                              | 1996 DC3             | 27 лютого 1996    | Обсерваторія Модри          | Петер Колені, Леонард Корнош    |
| (24863) 1996 EB                           | 1996 EB              | 2 березня 1996    | Фарра-д'Ізонцо              | Фарра-д'Ізонцо                  |
| (24864) 1996 EB1                          | 1996 EB1             | 15 березня 1996   | Обсерваторія Галеакала      | NEAT                            |
| (24865) 1996 EG1                          | 1996 EG1             | 15 березня 1996   | Обсерваторія Галеакала      | NEAT                            |
| (24866) 1996 ER1                          | 1996 ER1             | 15 березня 1996   | Обсерваторія Галеакала      | NEAT                            |
| (24867) 1996 EB7                          | 1996 EB7             | 11 березня 1996   | Обсерваторія Кітт-Пік       | Spacewatch                      |
| (24868) 1996 EY7                          | 1996 EY7             | 11 березня 1996   | Обсерваторія Кітт-Пік       | Spacewatch                      |
| (24869) 1996 FZ                           | 1996 FZ              | 18 березня 1996   | Обсерваторія Галеакала      | NEAT                            |
| (24870) 1996 FJ1                          | 1996 FJ1             | 19 березня 1996   | Обсерваторія Галеакала      | NEAT                            |
| (24871) 1996 GV17                         | 1996 GV17            | 15 квітня 1996    | Обсерваторія Ла-Сілья       | Ерік Вальтер Ельст              |
| (24872) 1996 GT19                         | 1996 GT19            | 15 квітня 1996    | Обсерваторія Ла-Сілья       | Ерік Вальтер Ельст              |
| (24873) 1996 GG20                         | 1996 GG20            | 15 квітня 1996    | Обсерваторія Ла-Сілья       | Ерік Вальтер Ельст              |
| (24874) 1996 HF14                         | 1996 HF14            | 17 квітня 1996    | Обсерваторія Ла-Сілья       | Ерік Вальтер Ельст              |
| (24875) 1996 HX16                         | 1996 HX16            | 18 квітня 1996    | Обсерваторія Ла-Сілья       | Ерік Вальтер Ельст              |
| (24876) 1996 HO19                         | 1996 HO19            | 18 квітня 1996    | Обсерваторія Ла-Сілья       | Ерік Вальтер Ельст              |
| (24877) 1996 HW20                         | 1996 HW20            | 18 квітня 1996    | Обсерваторія Ла-Сілья       | Ерік Вальтер Ельст              |
| (24878) 1996 HP25                         | 1996 HP25            | 20 квітня 1996    | Обсерваторія Ла-Сілья       | Ерік Вальтер Ельст              |
| (24879) 1996 KO5                          | 1996 KO5             | 21 травня 1996    | Обсерваторія Галеакала      | NEAT                            |
| (24880) 1996 OP                           | 1996 OP              | 21 липня 1996     | Обсерваторія Галеакала      | NEAT                            |
| (24881) 1996 PQ2                          | 1996 PQ2             | 10 серпня 1996    | Обсерваторія Галеакала      | NEAT                            |
| (24882) 1996 RK30                         | 1996 RK30            | 13 вересня 1996   | Обсерваторія Ла-Сілья       | Упсала-DLR трояновий огляд      |
| (24883) 1996 VG9                          | 1996 VG9             | 13 листопада 1996 | Станція Сінлун              | SCAP                            |
| (24884) 1996 XL5                          | 1996 XL5             | 7 грудня 1996     | Обсерваторія Оїдзумі        | Такао Кобаяші                   |
| (24885) 1996 XQ5                          | 1996 XQ5             | 7 грудня 1996     | Обсерваторія Оїдзумі        | Такао Кобаяші                   |
| (24886) 1996 XJ12                         | 1996 XJ12            | 4 грудня 1996     | Обсерваторія Кітт-Пік       | Spacewatch                      |
| (24887) 1996 XT19                         | 1996 XT19            | 11 грудня 1996    | Обсерваторія Оїдзумі        | Такао Кобаяші                   |
| (24888) 1996 XS23                         | 1996 XS23            | 8 грудня 1996     | Огляд Каталіна              | Карл Гердженротер               |
| (24889) 1996 XU32                         | 1996 XU32            | 11 грудня 1996    | Обсерваторія Ґейсей         | Тсутому Секі                    |
| (24890) 1996 XV32                         | 1996 XV32            | 4 грудня 1996     | Обсерваторія Азіаґо         | Уліссе Мунарі, Маура Томбеллі   |
| (24891) 1997 AT2                          | 1997 AT2             | 4 січня 1997      | Обсерваторія Оїдзумі        | Такао Кобаяші                   |
| (24892) 1997 AD3                          | 1997 AD3             | 4 січня 1997      | Обсерваторія Оїдзумі        | Такао Кобаяші                   |
| (24893) 1997 AK5                          | 1997 AK5             | 7 січня 1997      | Обсерваторія Оїдзумі        | Такао Кобаяші                   |
| (24894) 1997 AG8                          | 1997 AG8             | 2 січня 1997      | Обсерваторія Кітт-Пік       | Spacewatch                      |
| (24895) 1997 AC13                         | 1997 AC13            | 9 січня 1997      | Обсерваторія Наті-Кацуура   | Йошісада Шімідзу, Такеші Урата  |
| (24896) 1997 AT14                         | 1997 AT14            | 12 січня 1997     | Обсерваторія Галеакала      | NEAT                            |
| (24897) 1997 AA17                         | 1997 AA17            | 13 січня 1997     | Обсерваторія Галеакала      | NEAT                            |
| 24898 Аланхолмс (Alanholmes)              | 1997 AR17            | 14 січня 1997     | Фарра-д'Ізонцо              | Фарра-д'Ізонцо                  |
| 24899 Домініона (Dominiona)               | 1997 AU17            | 14 січня 1997     | Обсерваторія Домініон       | Крістофер Айкман                |
| (24900) 1997 AZ17                         | 1997 AZ17            | 15 січня 1997     | Обсерваторія Оїдзумі        | Такао Кобаяші                   |

| ← Астероїди 20001—30000 → |             |             |             |             |             |             |             |             |             |
| 20001—20100               | 21001—21100 | 22001—22100 | 23001—23100 | 24001—24100 | 25001—25100 | 26001—26100 | 27001—27100 | 28001—28100 | 29001—29100 |
| 20101—20200               | 21101—21200 | 22101—22200 | 23101—23200 | 24101—24200 | 25101—25200 | 26101—26200 | 27101—27200 | 28101—28200 | 29101—29200 |
| 20201—20300               | 21201—21300 | 22201—22300 | 23201—23300 | 24201—24300 | 25201—25300 | 26201—26300 | 27201—27300 | 28201—28300 | 29201—29300 |
| 20301—20400               | 21301—21400 | 22301—22400 | 23301—23400 | 24301—24400 | 25301—25400 | 26301—26400 | 27301—27400 | 28301—28400 | 29301—29400 |
| 20401—20500               | 21401—21500 | 22401—22500 | 23401—23500 | 24401—24500 | 25401—25500 | 26401—26500 | 27401—27500 | 28401—28500 | 29401—29500 |
| 20501—20600               | 21501—21600 | 22501—22600 | 23501—23600 | 24501—24600 | 25501—25600 | 26501—26600 | 27501—27600 | 28501—28600 | 29501—29600 |
| 20601—20700               | 21601—21700 | 22601—22700 | 23601—23700 | 24601—24700 | 25601—25700 | 26601—26700 | 27601—27700 | 28601—28700 | 29601—29700 |
| 20701—20800               | 21701—21800 | 22701—22800 | 23701—23800 | 24701—24800 | 25701—25800 | 26701—26800 | 27701—27800 | 28701—28800 | 29701—29800 |
| 20801—20900               | 21801—21900 | 22801—22900 | 23801—23900 | 24801—24900 | 25801—25900 | 26801—26900 | 27801—27900 | 28801—28900 | 29801—29900 |
| 20901—21000               | 21901—22000 | 22901—23000 | 23901—24000 | 24901—25000 | 25901—26000 | 26901—27000 | 27901—28000 | 28901—29000 | 29901—30000 |